# Jakov Erber
Jakov Erber (u spisima: Jacobus Erber) (Austrija, oko 1716. – Varaždin, 7. lipnja 1776.), varaždinski graditelj. 
Najznačajniji je domaći graditelj u doba baroka u sjeverozapadnoj Hrvatskoj. Po školovanju je bio "murarius", odnosno zidarski majstor. Radio je projektne nacrte i vodio izgradnju zgrada. Podrijetlom je bio iz Štajerske, ali je 1766. postao građaninom Varaždina.
Godine 1767. sudjelovao je u procjeni radova na obnovi palače Patačić-Puttar. Godine 1769. – 70. prema vlastitim projektima izveo je palaču Varaždinske županije, a vjerojatno i palaču Keglević čiju je adaptaciju vodio 1774. – 75. godine. To su mu ujedno najvažnija arhitektonska djela. Njegova arhitektura nosi obilježja kasnobaroknog stila, uz značajan doprinos elemenata rokokoa.
Erber je naročito u Varaždinu razvio intenzivnu građevinsku djelatnost, te se može reći da je bio svojevrsnim gradskim arhitektom. Sagradio je dvoja gradska vrata, sedam mostova, pučku školu (1772.), gradsku ubožnicu (1774. – 76.), te vlastitu kuću (1771. – 72.) u Padovčevoj ul. 8. Radio je arhitektonske nacrte za obnovu gradske vijećnice (1776.), zatim Tridesetnice u Nedelišću (1774.), te dviju solana, jedne u Čakovcu, a druge u mjestu Agarev u Mađarskoj (1774.). Umro je u dugovima, ubrzo nakon velikog požara 1776. godine.